# Idioma cupeño
Cupeño es una lengua indígena extinta de la familia yutoazteca, hablada anteriormente por los cupeños del sur de California, que actualmente hablan solo inglés. Roscinda Nolasquez fue la última hablante nativa de cupeño.

## Aspectos históricos, sociales y culturales

### Historia
Los cupeños probablemente eran el menor de todos los grupos lingüísticos utoaztecas de California. Gran parte de las tierras tradicionales de los cupeños pasaron a formar parte de un rancho privado, por lo que a finales del siglo XIX, muchos de ellos fueron empleados en dicho rancho. Eso aceleró el proceso de sustitución lingüística por el inglés. Previamente la lengua había tenido un influjo importante del español reflejado en numerosos préstamos léxicos y los nombres que los últimos cupeños tienen.

## Descripción lingüística

### Clasificación
El cupeño es claramente una lengua emparentada con el luiseño y el cahuilla, siendo algo más cercano a este último. Las tres lenguas forman probablemente una unidad filogenética llamada tákico meridional o cupano. Junto con el tákico septentrional forma la rama tákica de las lenguas yutoaztecas.

### Gramática
El cupeño es una lengua aglutinante, las palabras usan predominantemente sufijos a veces en largas series formando palabras largas.

### Fonología
El inventario consonántico viene dado por:
|                     |                     | Bilabial | Coronal | Coronal | Palatal o Postalveolar | Simple | Simple | Labializada | Labializada | Glotal |
| Laminal             | Apical              | Bilabial | Velar   | Uvular  | Palatal o Postalveolar | Velar  | Uvular |             |             | Glotal |
| ------------------- | ------------------- | -------- | ------- | ------- | ---------------------- | ------ | ------ | ----------- | ----------- | ------ |
| Nasal               | Nasal               | m        | n       |         | ɲ                      | ŋ      |        |             |             |        |
| Oclusiva / Africada | Oclusiva / Africada | p        | t       |         | (t)ʃ                   | k      | q      | kʷ (qʷ)     | kʷ (qʷ)     | ʔ      |
| Fricativa           | sorda               |          | s       | ʂ       | (t)ʃ                   | x ~ χ  | x ~ χ  | xʷ          |             | h      |
| Fricativa           | sonora              | β        | ð       |         |                        | ɣ      |        |             |             |        |
| Vibrante            | Vibrante            |          |         | r       |                        |        |        |             |             |        |
| Aproximante         | central             |          |         |         | j                      |        |        | w           |             |        |
| Aproximante         | lateral             |          | l       |         | ʎ                      |        |        |             |             |        |
/kʷ/ se realiza como [qʷ] ante /a/ o /e/ átonas. [x] y [χ] aparecen en variación libre.
/tʃ/ se realiza como [ʃ] en coda silábica.